# 永照寺 (西予市)
永照寺 （えいしょうじ）は、愛媛県西予市にある曹洞宗の寺院。
山号は霊光山、本尊は釈迦如来で、新四国曼荼羅霊場第52番札所。「ばら大師」の通称で呼ばれる。
御詠歌：薔薇の花　番ふ十夜野へ　詣る身は　うつし心も　とげ去りにけり

## 概要・歴史
弘法大師が四国巡錫の砌、野村の里で一夜の宿を里人に求めたが、古びて破れた衣の大師を誰も泊めてくれなかった。仕方なく大師は野バラが茂る上で一夜を明かし、バラのトゲの痛みから一夜が十夜にも感じる苦行であった。そこで大師は、村人もこのトゲで苦しむであろうと、トゲを封じ込めた「トゲ無しテリハノイバラ」となったという。なお、このバラを他の地に移植するとトゲが出て、移した者は災難に遭うという。
野村郷土史には、大正12年（1923年）の官憲が、バラ大師は現代の邪教として当寺の大師像を警察に拘引した。その後、警察関係者に不幸なことが続発したという。昭和25年（1950年）になって、信者たちの要請でやっと大師像が返還され拝めるようになったという。

## 文化財

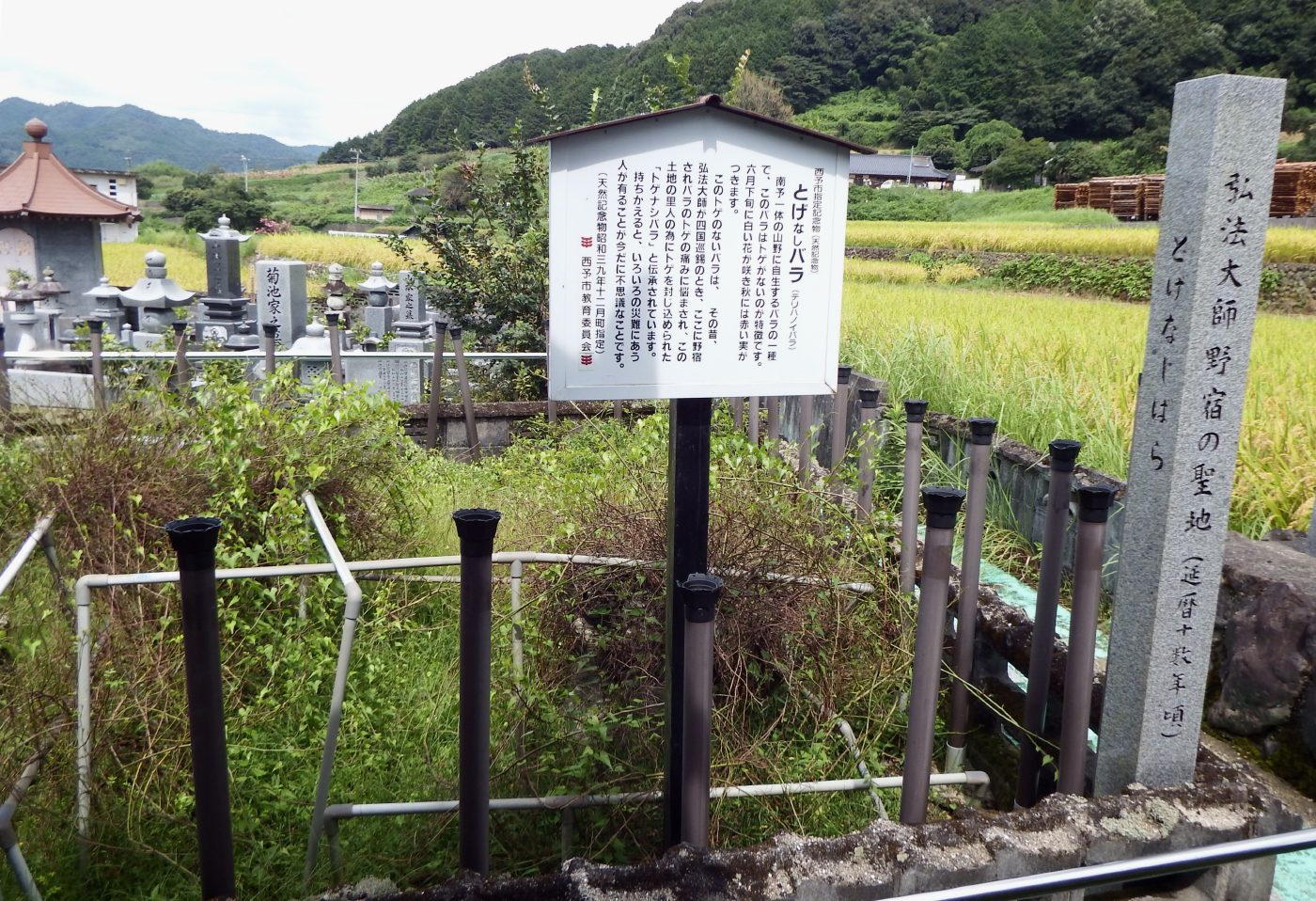
テリハノイバラ

西予市指定天然記念物
- テリハノイバラ

## 交通案内
鉄道
- 四国旅客鉄道（JR四国）予讃線 卯之町駅より宇和島バスで約30分。

## 前後の札所
新四国曼荼羅霊場
51番 龍澤寺 - 52番 永照寺 - 53番 善福寺